# 阿尼戰役 (1940年)
阿尼戰役發生於1940年5月12日至14日，是第二次世界大戰西線的比利時戰役中的一場戰役，發生在比利时的阿尼。這場戰役是当时装甲战争史上最大规模的坦克會戰。
德軍的主要目的是牵制法国第一集团军最强大的部队，使其远离德国A集團軍所要在阿登地区進行的主要攻击，正如德国作战计划所制定的那樣。而對法軍来说，在比利时的计划是准备在讓布盧进行长期防御。法国派出两个装甲师向前推进，对德军的推进采取拖延行动，并让第一军的其余部队有时间在让布卢进行防禦。
德国人在入侵比利时两天后就到达了阿尼地区，但法軍击败了德軍的几次進攻，并按计划退回到让布卢，而德軍成功地牵制了大量可能参加了色当战役盟军。尽管造成了傷亡，但德軍未能在阿尼消灭法國第一軍團。
法军在5月14日至15日的让布卢战役中再次取得胜利。在那场战斗之后，尽管受到严重破壞，第一軍團得以撤退到里尔，在那里它推迟了德軍围攻里尔的时间，使得盟軍在敦克爾克撤退中多撤出了至少十萬人。

## 註腳
1. ↑  擊退德軍數次進攻
2. ↑  荷蘭貢獻了些從荷蘭本土撤退的輕武器部隊
3. 1 2  Gunsburg 1992，第210頁
4. ↑  Battistelli & Anderson 2007，第75頁
5. ↑  Gunsburg 1992，第236頁
6. ↑  Gunsburg 1992，第237頁
7. ↑  . filefront.com.   [2008-08-20]. （原始内容存档于2013-12-20）.